# Zona de exclusión de Chernóbil
La Zona de alienación de la Planta Nuclear de Chernóbil, también conocida como zona de Chernóbil, zona de los 30 kilómetros, zona muerta, zona de alienación, cuarta zona o simplemente La Zona (designación oficial en ucraniano: Зона відчуження Чорнобильської АЕС, zona vidchuzhennya Chornobyl's'koyi AES, coloquialmente: Чорнобильська зона, Chornobyl's'ka zona о Четверта зона, Chetverta zona) es la zona de exclusión de 30 km alrededor del lugar del accidente de Chernóbil. Geográficamente, incluye las partes más septentrionales del óblast de Kiev y del óblast de Zhytomyr, en Ucrania, junto a la frontera con Bielorrusia.

## Propósito y estado

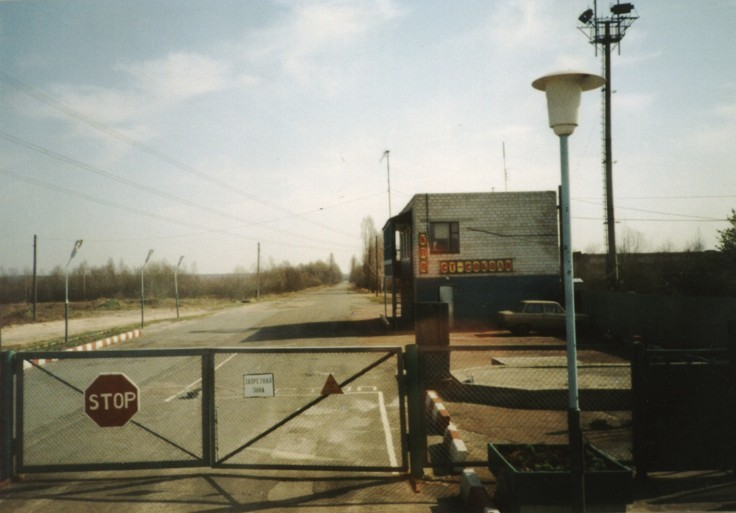
La Zona de Alienación.

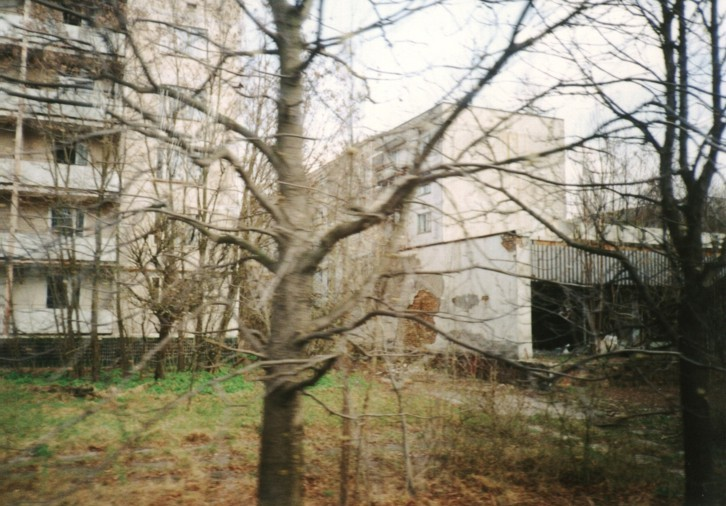
Bloques de viviendas abandonados en la Zona.

La Zona fue establecida rápidamente tras el Accidente de Chernóbil en 1986, para evacuar a la población local y para evitar que la gente entrara en la zona contaminada. El área junto al lugar del desastre fue dividida en 4 zonas concéntricas, de las cuales la cuarta (la más cercana, en un radio de 30 km) es la más peligrosa.
El territorio de la zona está fuertemente contaminado con radiactividad. Puntos con contaminación extremadamente alta fueron creados no solo por el viento que transportó polvo radiactivo en el momento del accidente, sino también por numerosos enterramientos de materiales y equipamiento contaminados. Las autoridades de la zona ponen mucha atención en proteger esos puntos de los turistas, recogedores de chatarra e incendios forestales, pero admiten que algunos enterramientos continúan sin ser localizados y conocidos solo por las recopilaciones de los "liquidadores".
Cualquier actividad residencial, civil o de negocios en la zona está legalmente prohibida y es punible. La única excepción oficialmente reconocida fue el funcionamiento de la central nuclear de Chernóbil hasta el 2000, y las instalaciones científicas relacionadas con los estudios para la seguridad nuclear.

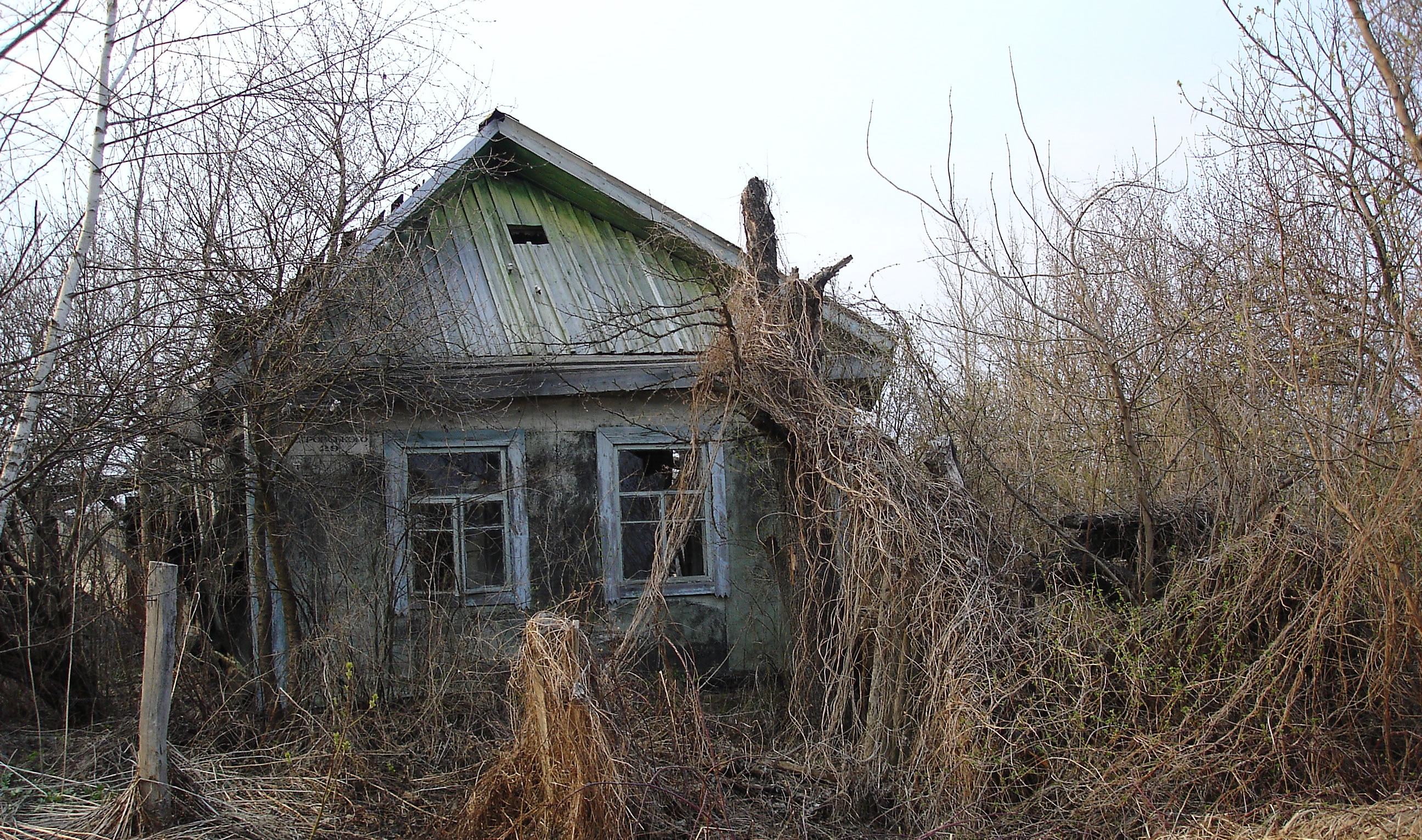
Casa abandonada en la Zona de Alienación

La zona está parcialmente excluida de las leyes civiles. Está controlada por la Administración de la Zona de Alienación, dentro del Ministerio de Emergencias y Asuntos de Protección a la Población de las Consecuencias de la Catástrofe de Chernóbil. El territorio de la zona está patrullado por unidades especiales del MVS y (a lo largo de la frontera) el Servicio de Guardas Fronterizos de Ucrania.
Cualquier empleado dentro de la zona está solamente permitido que trabaje allí por un cierto tiempo (desde un día hasta un mes). La duración de los turnos está estrictamente contada observando los aspectos de la salud y la pensión de la persona. El personal de las instalaciones nucleares reside principalmente en Slavútich, una ciudad especialmente construida en el óblast de Chernígov. El acceso a la zona para visitas cortas es posible; hay disponibles visitas de un día para el público desde Kiev.

## Historia
Histórica y geográficamente, la zona es el corazón de la región de Polesia, de donde son originarios los Eslavos orientales. Esta área boscosa, predominantemente rural, fue una vez hogar para 120.000 personas, viviendo en 90 comunidades (incluyendo las ciudades de Chernóbil y Prípiat, las cuales se desarrollaron muy rápidamente), pero ahora está principalmente deshabitada.
Cuando las autoridades permitieron visitas turísticas cortas a la zona, algunos residentes evacuados de Prípiat y Chernóbil establecieron una tradición para el recuerdo, que incluye visitas anuales a las antiguas casas o escuelas, además de sitios Web describiendo el pasado y el presente de los lugares de su infancia.

## Naturaleza e infraestructura

### Flora y fauna
La flora y la fauna de la zona ha sido gravemente afectada por la contaminación radiactiva que siguió al accidente. La nube de polvo altamente contaminado dejó lo que se llamó el Bosque Rojo (Rudyi Lis), un bosque de pinos que se volvieron de color rojizo al ser altamente irradiados tras el accidente, cercanos a la central nuclear y fueron derribados y enterrados. No se han dado casos científicamente documentados de deformidades por mutaciones en animales de la zona, aparte de albinismo parcial en golondrinas.
Ha habido casos de retorno de la vida silvestre, debido a la reducción del impacto de los humanos. A pesar de ello, un estudio indica que la radiación ha tenido un efecto adverso en los pájaros del área. La zona es considerada por algunos como un clásico ejemplo de un parque natural involuntario. Poblaciones de animales tradicionales en Polesia (como lobos, jabalíes, corzos, ciervos, alces y castores) se han multiplicado enormemente y han empezado a expandirse hacia fuera de la zona. En el área también hay poblaciones de bisontes europeos y caballos de Przewalski soltados allí después del desastre. Incluso algunos ejemplares extremadamente raros de linces han aparecido, y hay informes de huellas de osos pardos, un animal no visto en el área desde varios siglos. Se han organizado guardas de coto especiales para protegerlos y controlarlos.
Los ríos y lagos de la zona tienen un peligro significativo de extender limo contaminado durante las inundaciones de primavera. Han sido sistemáticamente asegurados mediante la construcción de diques.

### Infraestructuras
La infraestructura industrial, de transporte y residencial se ha ido derrumbando ampliamente desde la evacuación de 1986. Hay al menos 800 "enterramientos" conocidos para los vehículos contaminados, con cientos de vehículos militares y helicópteros abandonados. Embarcaciones ribereñas y barcazas descansan en los puertos abandonados.

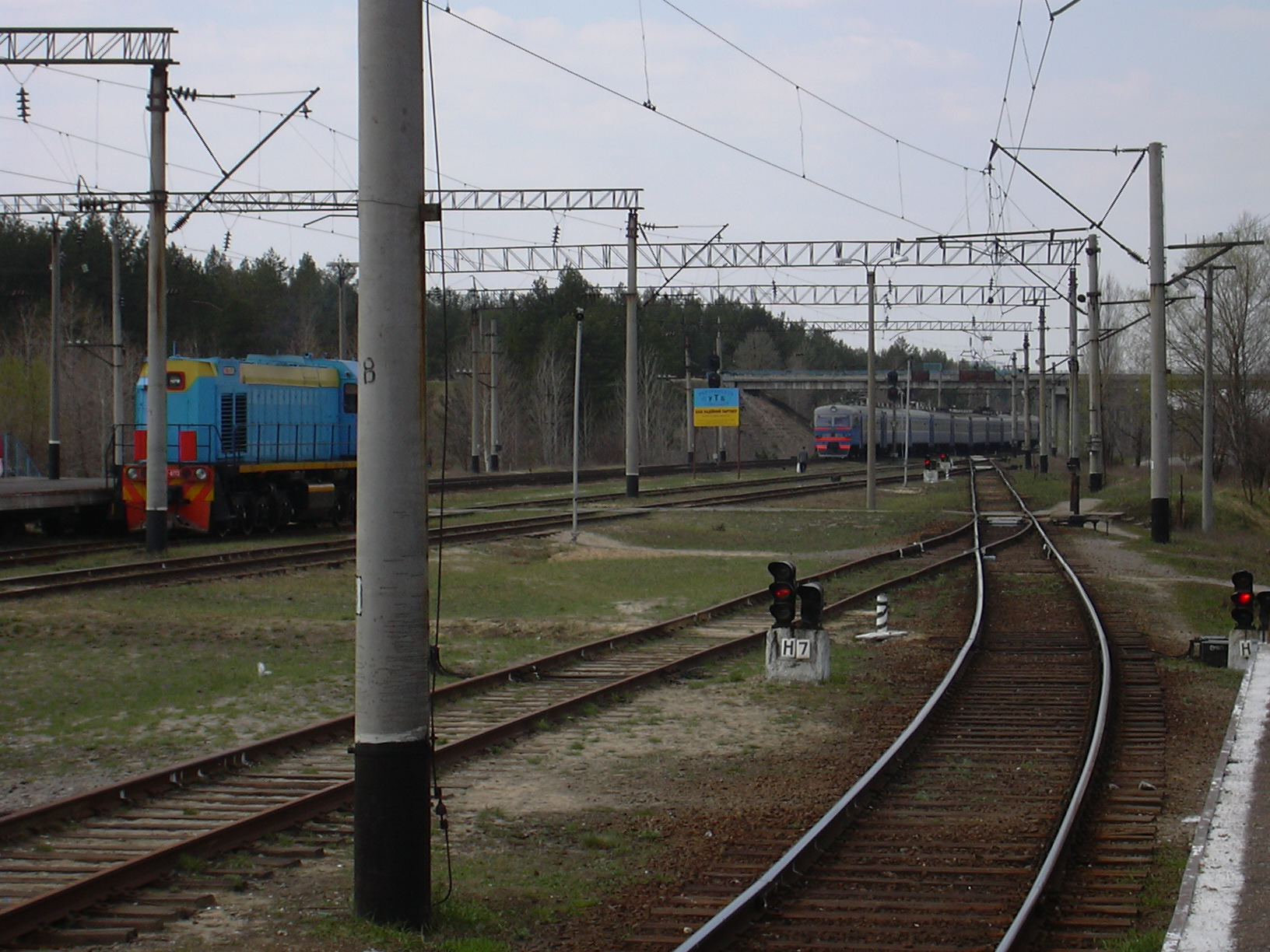
Las vías del tren en la estación de Slavutych, que llevan a los empleados a la zona de alienación.

A pesar de todo, la infraestructura utilizada por las instalaciones nucleares está mantenida y desarrollada, como la conexión de Ukrzaliznytsia (la empresa del ferrocarril de Ucrania) hacia el exterior de la zona desde la estación de Yaniv, cercana a la central nuclear.

#### "Chernobyl-2"
"Chernobyl-2", también conocido como "Duga-3", es una antigua instalación militar soviética cercana a la central nuclear, que consiste en un gigantesco transmisor y receptor que forma parte de "Steel Yard" (designación OTAN), un sistema de radar por encima del horizonte. El secretismo alrededor de esta construcción provocó un rumor de que era la verdadera causa del desastre. De acuerdo a la televisión ucraniana, la base está ahora mismo clausurada y su utilización ha pasado a manos del Ministerio de Emergencias ucraniano. Se ha considerado el desmantelamiento de las superestructuras oxidadas de la estación, por los miedos de que su derrumbe accidental pueda causar un microterremoto que dañe los depósitos de residuos radioactivos de la zona.
La estación también incluye un gran búnker subterráneo con varios niveles debajo de la tierra, diseñado para soportar un ataque nuclear. Es capaz de proveerse de energía autónomamente y tiene unas reservas de comida para al menos 10 años.

### El problema del saqueo y la caza furtiva
La caza furtiva, el talado ilegal de árboles y el saqueo de metales son problemas dentro de la zona. A pesar del control policial, los intrusos a menudo entran al perímetro y sacan materiales contaminados, desde electrónica a asientos de WC, especialmente en Prípiat, donde los residentes de al menos 30 edificios de apartamentos tuvieron que dejar todas sus pertenencias atrás. A pesar de este saqueo extensivo, algunos edificios no han sido tocados.
En 2007, el gobierno ucraniano adoptó penas administrativas y criminales más severas para las actividades ilegales en la zona de alienación, aparte de asignar refuerzos a las unidades encargadas de esas tareas.

## Población
Docenas de personas (principalmente los mayores) rechazaron el ser evacuados de la zona o volvieron ilegalmente más tarde. Tras repetidos intentos de expulsión, las autoridades se han reconciliado con su presencia e incluso permiten servicios limitados de apoyo para ellos. La población también incluye algunos vagabundos y otras personas marginales del exterior. Estas personas (conocidos como "samosely", traducido como "auto-instalados" u okupas) declaran su fuerte compromiso con la naturaleza que les rodea y el estilo de vida rural. Los samosely normalmente niegan o se resignan a cualquier daño significativo a su salud debido a los altos niveles de radiación en el entorno.

### Noticias y publicaciones
- Wildlife defies Chernobyl radiation - by BBC News, 20 April 2006
- Picnic in the Death Zone - TV Documentary following Chernobyl scientists as they hunt for radioactive animals deep in the alienation zone
- Inside the Forbidden Forests 1993 The Guardian article about the zone
- The zone as a wildlife reserve

### Otros lugares Web
- Photos of Wildlife in radioactive polluted territory of Chernobyl zone Archivado el 7 de agosto de 2011 en Wayback Machine.
- Vegetative life in Chernobyl zone of alienation Archivado el 14 de febrero de 2009 en Wayback Machine.
- Pripyat.com - amateur Web site for former residents of the Prypyat city (maps, photogalleries, recollections and visit reports)
- Map showing the regional radioactive contamination after the accident
- The Lost City of Chernobyl Photos
- Zone of alienation in our days - An article about dangers in the zone of alienation in russian with photos in english
- Slide show of a visit to the Zone in April 2006 by a German TV team joint by Research Center Juelich
- Photogallery of the Chernobyl-2 radar installation at Pripyat.com
- A story of a motorcyclist riding through the zone by Elena Filatova with pictures taken during a guided tour. - November 2004
- Personal account of the Zone
- Images from inside the Zone Archivado el 21 de octubre de 2020 en Wayback Machine.
- More images from inside the Zone
- Chernobyl Tour
- Tour of the Zone in 2005
- 2008 film shot in the empty city of Pripyat
- Tour of chernobyl